# Catch-All
Als Catch-all (auch Catch-all-Weiterleitung) wird eine Adressweiterleitung von einer beliebigen Zeichenfolge im ersten Teil einer E-Mail- bzw. WWW-Adresse auf ein Postfach bzw. eine Webseite bezeichnet.

## Catch-All für E-Mails
Als Catch-All wird bei E-Mails eine Mailweiterleitung bzw. eine damit verbundene Mailbox bezeichnet, in der alle E-Mails zusammenlaufen, die an einen beliebigen lokalen Teil (local-part) innerhalb einer Domain adressiert sind.
Ein Beispiel: Für die Domain example.com ist einzig die E-Mail-Adresse musterfrau@example.com eingerichtet. Zusätzlich ist für example.com eine Catch-All-Weiterleitung an musterfrau@example.com eingestellt. Geht nun eine E-Mail an zufaelligeadresse@example.com auf dem Server ein, so läuft diese E-Mail direkt in die Mailbox von musterfrau@example.com, obwohl diese E-Mail-Adresse auf dem Server/MTA nicht zuvor eingerichtet wurde.
Die Catch-All-Weiterleitung bewirkt, dass alle E-Mails an Zieladressen der Form 'beliebige gültige Zeichenfolge'@Domain in der gleichen Mailbox zusammenlaufen. Dies kann als Backscatter-Schutz dienen, da eine E-Mail an einen unbekannten Empfänger so nicht an die bei Spam, Phishing oder der Verbreitung von Schadsoftware oft gefälschte Absender-E-Mail-Adresse (zurück)gesandt wird, sodass die Belästigung von Inhabern der gefälschten Adressen durch Backscatter ausgeschlossen wird. Allerdings ist es sinnvoller, den annehmenden Mail-Host so zu konfigurieren, dass er die an nicht existente Adressen eintreffenden oder aber als Spam, Phishing oder infiziert erkannten Mails gar nicht erst annimmt, sodass kein Backscatter durch später doch noch erfolgende Abweisungen entstehen kann.
Das Annehmen von Mails an beliebige Adressen erweist sich außerdem zugleich als Nachteil. Die Zustellversuche von Spam/Phishing/Schadsoftware mit erfundenen Empfänger-Adressen oder aber Backscatter von Mails mit erfundenen Absender-Adressen aus der eigenen Domain (die wiederum als Empfänger-Adressen der Bounces genutzt werden) können so nicht bereits frühzeitig nach der Prüfung der (meist nicht existenten) Empfängeradresse abgewiesen werden. Für die Annahme und die dabei gegebenenfalls anfallenden weiteren Prüfungen auf Spam, Phishing oder Schadsoftware sowie das Speichern der unerwünschten Mails werden so deutlich mehr Ressourcen verwendet. Für den effizienten Betrieb eines Mail-Servers ist Catch-All daher kaum geeignet. Auch sollten die so zusätzlich empfangenen Mails von einem Menschen gesichtet werden, da ansonsten beispielsweise auch Tippfehler in der Adresse zu unbemerkten Fehl-/Nichtzustellungen führen. Dies führt zu einer weiteren erheblichen Belegung von Ressourcen.

## Catch-All für Webseiten (auch „Domain-Wildcards“)
Ist eine Catch-all-Funktion für eine Internetdomain eingerichtet, hat dies zur Folge, dass jedwede als Sublevel-Domain eingegebene Zeichenfolge auf einen bestimmten Host, etwa die Secondlevel-Domain weitergeleitet wird. Das Besondere an der Catch-all-Funktion ist, dass, obwohl die Sublevel-Domain physisch nicht existent ist, eine Weiterleitung auf einen eingerichteten Host stattfindet, unabhängig davon, welche Zeichenfolge als Subdomain eingegeben wird.
Ein Beispiel: Für die Domain example.com ist eine Catch-all-Funktion eingerichtet. Der User gibt xyz.example.com in seinen Browser ein. Es erfolgt eine Weiterleitung auf example.com, obwohl es die Subdomain xyz nicht gibt.
Allerdings ist Vorsicht bei der Verwendung einer Catch-all-Funktion geboten. Es können Markenrechte durch die Weiterleitung verletzt werden. Dies wird für den Fall anzunehmen sein, dass die Secondlevel-Domain rein beschreibend ist (zum Beispiel warenhaus.de) und bei der Eingabe einer geschützten Bezeichnung eine Weiterleitung auf die Seite des Domaininhabers erfolgt (zum Beispiel quelle.warenhaus.de). Da der Internetnutzer nicht weiß, dass jedwede Zeichenfolge weitergeleitet wird, wird er davon ausgehen, dass das Unternehmen Quelle unter der Domain warenhaus.de Produkte anbietet oder zumindest wirtschaftlich verbunden ist. Dies kann bereits zur Annahme einer Markenrechtsverletzung genügen. Entsprechend haben deutsche Gerichte im Hinblick auf eine Namensverletzung entschieden. In Österreich hat der OGH die Catch-all-Funktion zwar nicht als Markenverletzung eingestuft, jedoch die Wettbewerbswidrigkeit unter dem Gesichtspunkt einer unzulässigen Kanalisierung von Kundenströmen angenommen. Eine Übersicht über die markenrechtliche Beurteilung findet sich bei Maassen/Psczolla in MarkenR 07/08 2006, S. 304–309.